# Madakasira
Madakasira  est une ville du district de Sri Sathya Sai dans l'État d'Andhra Pradesh en Inde. 
Selon le recensement de l'Inde de 2011, la localité compte une population de 21 464 habitants.